# Patrick Griffin
Pour les articles homonymes, voir Griffin.
Patrick Griffin est un compositeur de musiques de films.

## Filmographie
- 1994 : Beethoven (série télévisée)
- 1994 : Backlash
- 1995 : Earthworm Jim (série télévisée)
- 1996 : Roswell Conspiracies (série télévisée)
- 1998 : Fievel et le Trésor perdu (An American Tail: The Treasure of Manhattan Island) (vidéo)
- 1998 : Le Plus Beau Cadeau de Noël (Like Father, Like Santa) (TV)
- 1998 : Renegade Force
- 1999 : The Prodigal Daughter
- 1999 : Forgiven
- 2000 : Secrets of the Heart
- 2001 : 5 Minutes
- 2002 : Tarzan & Jane (vidéo)
- 2003 : Les 101 Dalmatiens 2 : Sur la trace des héros (vidéo)
- 2003 : Le Livre de la jungle 2 (The Jungle Book 2)
- 2003 : The Save-Ums! (série télévisée)
- 2003 : Nicole Kidman: An American Cinematheque Tribute (TV)
- 2005 : Krypto le superchien (série télévisée)
- 2006 : Getting Gretta